# Vitold Belevitch
Vitold Belevitch (* 2. März 1921 in Terijoki, Finnland; † 26. Dezember 1999) war ein belgischer Mathematiker und Elektroingenieur. Er gilt als Großvater der Schaltungstheorie in Europa. Er beschrieb als erster mit Hilfe der sogenannten Conference-Matrix theoretisch die schaltungstechnischen Problemstellungen bei einer möglichst verlustarmen Zusammenschaltung mehrerer Teilnehmer in frühen Telefonnetzen bei Konferenzschaltungen. Damit zusammenhängend ist das Theorem von Belevitch, welches einen bestimmten Typ von Zweitore beschreibt.

## Leben
Geboren wurde er auf der Flucht seiner Eltern vor der bolschewistischen Revolution aus Petrograd nach Helsinki, wo sein Großvater Schulleiter war. Bei der Flucht wurde sein russischer Vater inhaftiert und nach Sibirien deportiert. Nachdem seine polnische Mutter keine Nachricht mehr erhielt, emigrierte sie 1926 mit Vitold nach Belgien.
Bis 1936 besuchte er die Facultés universitaires Notre-Dame de la Paix und studierte dann bis 1942 Elektrotechnik und Maschinenbau an der Université catholique de Louvain. 1945 schrieb er bei Wilhelm Cauer und Charles Manneback seine Dissertation Insertion Loss and Effective Phase-Shift in Composite Filters at Cut-Off Frequency.
1942 begann er bei der Bell Telephone Manufacturing Company (BTMC) in Antwerpen, die 1925 an ITT verkauft war. Er leitete die Übertragungs-Abteilung und arbeitete mit Cauer zusammen, der seinerzeit bei der ITT-Tochter Mix & Genest arbeitete. Einer seiner Mitarbeiter wurde Alfred Fettweis. 1951 war er beteiligt am Entwurf elektronischer Computer, wobei sie die IRSIA-FNRS konstruierten.
Ab 1953 bis 1985 lehrte er an der Universität. 1955 wurde er Direktor des Comité d'Étude et d'Exploitation des Calculateurs Électroniques in Brüssel. 1963 wurde er Leiter des Laboratoire de Recherche (MBLE) (später Philips Research Laboratories Belgium). Er war Ehrendoktor der École polytechnique fédérale de Lausanne und der Technischen Universität München.

## Veröffentlichungen
- Theory of 2n-terminal networks with application to conference telephony, Electrical Communication, vol.27, no.3, p.240, September 1950.
- Langage des machines et langage humain; 1956
- Théorie des circuits de télécommunication; 1957
- mit Jacques Neirynck: Rectification and frequency multiplication by rectifie rcircuits with selective termination; Ann. Soc. Scient. Bruxelles, 1957
- Théorie des circuits non-linéaires en régime alternatif (redresseurs, modulateurs, oscillateurs).; 1959
- Classical network theory; 1963
- Factorization of scattering matrices with applications to passive-network synthesis; 1963
- Summary of the History of Circuit Theory; Comité d'Etude des Calculateurs Electroniques, Proceedings of the IRE, 1962
- Conference Matrices and Hadamard Matrices; In: Ann. de la Société scientifique de Bruxelles 82, 13–32, 1968.
- On Stieltjes integral transforms involving [Gamma]-functions; 1982[6]

## Belevitch-Award
- 2003 Alfred Fettweis[7]
- 2005 Dante C. Youla (* 1925)
- 2007 Leon O. Chua
- 2009 Ronald A. Rohrer[8]
- 2011 Patrick Dewilde[9]